# كيفن غالفن
كيفن غالفن (بالإنجليزية: Kevin Galvin)‏ هو شخصية أعمال أمريكي، ولد في 22 أغسطس 1953 في West Hartford, Connecticut ‏ في الولايات المتحدة.